# Music of the Spheres World Tour
Tournées par Coldplay
A Head Full of Dreams Tour (2016-2017)
Music of the Spheres World Tour est la huitième tournée du groupe de rock alternatif britannique Coldplay.
La tournée promeut l'album éponyme Music of the Spheres, neuvième album studio du groupe et plus récemment le dixième album studio du groupe Moon Music.
La tournée se compose de douze étapes, pour un total de 225 concerts joués sur tous les continents. Elle débute le 18 mars 2022 au Costa Rica et s'achève 42 mois plus tard, le 8 septembre 2025 à Londres au Royaume-Uni. Elle est prolongée à plusieurs reprises.
Avec un impact culturel mondial, la tournée mondiale Music of the Spheres a généré 1,14 milliard de dollars de revenus grâce à 10,3 millions de billets répartis sur 175 dates, ce qui en fait la tournée la plus fréquentée de tous les temps et la deuxième plus rentable. Le groupe a également établi une myriade de records dans les lieux qu’ils ont visités. Pour célébrer les performances, Music of the Spheres : Live at River Plate (2023) a été diffusé dans les cinémas du monde entier. Les émissions du concert ont été réduites de 59 %, ce qui a conduit Time à inclure Coldplay parmi les leaders de l’action climatique les plus influents de la planète. De même, Pollstar a déclaré qu’ils inauguraient « une nouvelle ère de tournées durables ».

## Annonce et organisation de la tournée
Elle est annoncée le 14 octobre 2021 et marque un retour à la scène après la pandémie de Covid-19. Le groupe n'avait pas pu effectuer de tournée pour promouvoir son précédent album, Everyday Life.
Coldplay souhaite réduire les émissions de carbone de 50% par rapport au A Head Full of Dreams Tour afin de faire une tournée la plus écoresponsable possible.
Comme lors du Mylo Xyloto Tour (2011-2012), cette tournée fait la part belle aux effets visuels pyrotechniques et aux confettis, tout en ayant été adaptés : les premiers ont une charge moins explosive et utilisent de nouvelles formules pour réduire les produits chimiques nocifs, tandis que les seconds sont 100 % biodégradables et nécessitent moins de gaz comprimé pour l'allumage.
Parallèlement, des Xyloband (en) de troisième génération ont été produits avec des matériaux à base de plantes. D'autres efforts incluent la toute première batterie mobile rechargeable, fabriquée par BMW, et une application mobile pour interagir avec les fans et les aider à choisir des options de voyage respectueuses de l'environnement.
Coldplay s'est également associé à One Tree Planted, à ClientEarth, au Grantham Institute et à de nombreuses autres organisations pour assurer le succès de leur entreprise. De plus, le groupe s'est engagé à planter un arbre pour chaque billet vendu dans le cadre d'un accord de reboisement.
Quelques jours avant la fin de la partie européenne de la tournée en 2022, le groupe annonce de nouvelles dates en Europe pour 2023, immédiatement suivies de dates supplémentaires, pour un total de 32 concerts.
Régulièrement, de nouvelles dates sont annoncées, prolongeant la tournée plusieurs fois :
- le 26 janvier 2023, de nouveaux concerts sont programmés aux États-Unis et au Canada en septembre 2023[4], également suivis par de nouvelles dates[5] ;
- le 9 mai et le 12 juin 2023, annonce de plusieurs dates en Asie et en Australie pour novembre 2023[6],[7] ;
- le 20 juillet 2023, le groupe annonce une autre série de concerts pour l'été 2024 eu Europe, notamment en remplaçant leur site web par l'annonce des dates[8].
- le 17 septembre 2024, le groupe annonce sur leurs réseaux sociaux une autre série de concerts pour l'été 2025 uniquement au Royaume-Uni[9].

## Ventes de billets

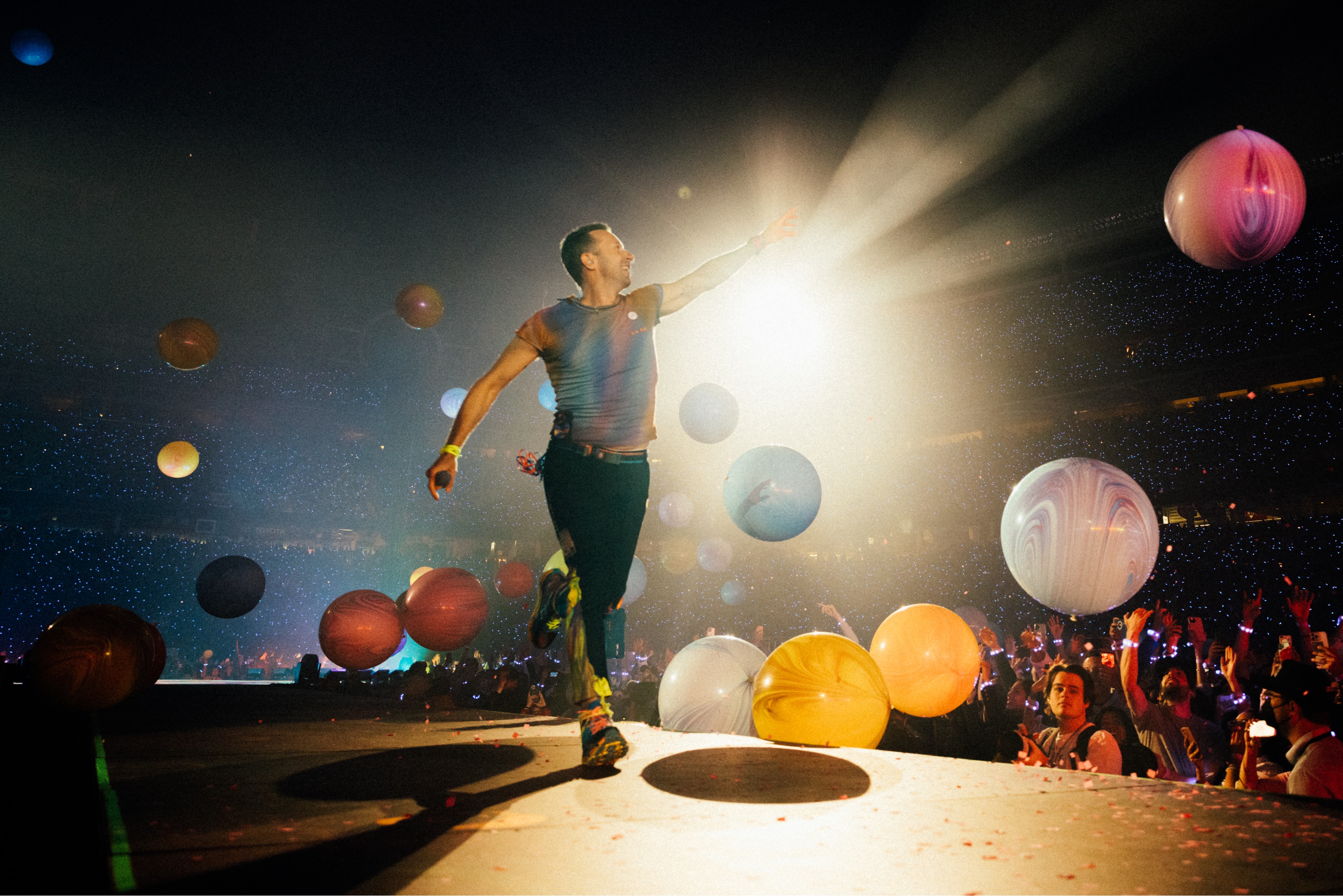
Coldplay a battu de nombreux records en Asie, en Europe et en Amérique latine.

La vente de billets pour la partie européenne s'ouvre le 22 octobre 2021. Face à la très forte demande, Coldplay annonce le jour même une 5e et une 6e date au stade de Wembley.
Le 26 octobre 2021, le groupe annonce des dates supplémentaires au Stade Roi Baudouin et au Stade de France. Selon un article publié par NME le même jour, le groupe a déjà vendu plus d'un million de billets à travers le continent.
Les ventes pour l'Argentine débutent le 9 décembre 2021. Au cours de la journée le groupe ajoute trois dates supplémentaires au Stade Monumental Antonio Vespucio Liberti et vend 200 000 billets supplémentaires en moins de sept heures. Le lendemain, toutes les dates argentines sont officiellement épuisées.
Le 13 décembre 2021, Punto Ticket, la société chargée des ventes et de la distribution au Chili, indique que plus de deux millions de billets ont été vendus dans le monde.
Coldplay a battu plusieurs records de ventes et d'affluence, comme, par exemple :
- premier groupe à effectuer quatre concerts d'affilée au Foro Sol ou au Stade de France[14] ;
- premier groupe à vendre 200 000 billets en un "temps record" au Stade de France ;
- premier groupe à vendre 150 000 billets en une matinée au Stade Roi Baudouin[15] ;
- à Buenos Aires, ventes de billets les plus élevée de tous les temps (plus de 600 000) et premiers artistes de l'histoire à programmer 10 concerts sur une seule tournée[16].
- En septembre 2024, plus de 13 millions d’utilisateurs à travers l’Inde ont cherché des billets pour le stade DY Patil.
- Pollstar a classé la tournée mondiale Music of the Spheres comme la tournée la plus rentable (1,059 milliard de dollars) et la plus fréquentée de tous les temps (9,6 millions)[17].
- Premier groupe à jouer 16 dates au Stade de Wembley sur une seule et même tournée.

Après les concerts donnés en France, soit 34 dates, le groupe a déplacé 1,94 million de spectateurs et engrangé 177 millions de dollars de recettes.
1,4 million de billets ont été vendus en une seule journée pour les 32 concerts européens de 2023.

## Réception
La critique est très positive, louant la performance joyeuse du groupe et l'utilisation d'effets spéciaux.

## Déroulement du concert
Chris Martin a déclaré que le concert était divisé en quatre parties différentes car il s'agit « d'un voyage vers l'inconnu pour ensuite rentrer à la maison après avoir appris quelque chose de nouveau. Ceci est représenté à la fois visuellement et avec les chansons qui s'intègrent dans telle ou telle partie ». Après les passages des artistes assurant les premières parties, deux personnes invitées, généralement du pays visité, accueillent les spectateurs et présentent une vidéo détaillant les efforts de Coldplay en matière de développement durable. Cette vidéo dure environ trois minutes et présente Light Through the Veins de Jon Hopkins comme bande originale. Une fois le court métrage terminé, le groupe est accueilli et Flying, une partition écrite par John Williams pour E.T. l'extra-terrestre, est joué.
Cela marque le début de l'acte I, intitulé Planètes, qui consiste à « savoir qu'il existe une plus grande magie quelque part et à choisir d'aller la chercher ». Les écrans diffusent en direct chaque membre du groupe émergeant de dessous ou d'à proximité de la scène. Après qu'ils ont tous salué le public, Flying est transformé en Music of the Spheres et Chris Martin reste sur la scène B, tandis que Guy Berryman, Jon Buckland et Will Champion passent à la scène principale. Des lumières rouges vives sont émises vers les bracelets, conduisant à Higher Power. À la suite de la chanson, Chris Martin se dirige vers la scène principale pour Adventure of a Lifetime où des boules géantes colorées sont lancées au public. Coldplay passe ensuite à Paradise, qui comprend une introduction et une sortie étendues basées sur un appel et un échange répété avec le public,. Le groupe jouait Charlie Brown juste après, mais il a été supprimé du setlist à partir de Bogota, le 17 septembre 2022. Un extrait de Oceans est joué puis The Scientist commence ; Chris Martin remercie formellement le public pendant qu'il est au piano, puis une version accélérée et inversée de la chanson est jouée alors que le groupe se dirige à nouveau vers la scène B.
Cette transition mène à Viva la Vida, le premier morceau de l'acte II nommé Lunes, une partie définie comme une lutte, puisque « l'univers est parfois rude et graveleux ». Après avoir continué la soirée avec Hymn for the Weekend ou Something Just like This, le groupe arrive à une partie qui change souvent, car Let Somebody Go peut être interprété par un invité, puis suivi de "بنی آدم". (Bani Adam), ou être accompagné de Politik. Cependant, depuis 2023, cette partie est devenue le songbook, où Chris Martin invite un fan sur scène et organise une séance de piano avec lui. Les membres restants du groupe se reposent sur la scène principale et ne reviennent que pour In My Place qui est parfois remplacé par des morceaux comme Orphans, Charlie Brown ou A Head Full of Dreams. Coldplay interprète ensuite Yellow et le public consacre le dernier refrain à ceux qui se trouvent au fond du stade.
Des cœurs rouges géants, formés à travers le stade avec les bracelets, marquent le début de l'acte III, Étoiles. Cette partie a été inspirée par « la rencontre avec des extraterrestres totalement libres » et représente essentiellement « s'aimer soi-même et donc être capable d'aimer les autres de toutes croyances et de toutes couleurs ». Pour Human Heart, Chris Martin est rejoint par Angel Moon, une marionnette contrôlée par Nicolette Santino qui imite We Are King (en). D'un autre côté, les lumières blanches clignotantes et les lasers verts sont largement utilisés respectivement dans People of the Pride et Clocks. Après ces deux chansons, Infinity Sign est joué tandis que Martin, Berryman, Buckland et Champion portent des casques extraterrestres. Selon ce qui a été joué plus tôt, la transition mène à Something Just Like This ou Hymn for the Weekend. Dans ce dernier cas, Aeterna continue le concert, plutôt que Midnight. Une fois cette partie terminée, Coldplay retourne sur la scène principale pour My Universe (avec des images holographiques des membres de BTS sur les écrans) et A Sky Full of Stars. Chris Martin cesse de chanter juste avant le refrain ; il redémarre la chanson après avoir demandé aux spectateurs de profiter du moment présent en laissant leurs téléphones dans leurs poches.
Sunrise, qui comprend le discours de Louis Armstrong dans What a Wonderful World, marque le début de l'acte IV, Home : lorsque vous concluez un voyage « en vous connaissant, en vous aimant un peu plus et en étant capable de voir tous les êtres comme magnifiques ». Pendant cet intermède, le groupe se dirige vers la scène C, où il interprète généralement des morceaux de son premier album Parachutes, des reprises, ou invite un artiste local. Cette partie voit ensuite Chris Martin remercier l'équipe de la tournée, présenter ses camarades par leurs noms et dire au public de lever les bras afin « d'envoyer de l'amour » dans le monde, déclenchant de multiples feux d'artifice. Après deux ou trois chansons, Coldplay revient sur la scène principale pour Humankind, Fix You et Biutyful. Ce dernier présente les Weirdos, le groupe de marionnettes dirigé par Angel Moon. Lorsque la dernière explosion de confettis est lancée, la phrase Believe in Love apparaît sur l'écran principal, le générique de fin est affiché sur les autres écrans restants et le groupe fait ses adieux tandis que A Wave est joué en arrière-plan.

### Modifications
Le spectacle a subi plusieurs modifications au fur et à mesure de la tournée. Avant les dates de Bogotá, « Paradise » n’incluait pas d’introduction et d’outro étendues. « Charlie Brown » était un morceau permanent sur la setlist et « Sunrise » a été utilisé pour clore l’acte II plutôt que d’ouvrir l’acte IV.  À partir de São Paulo, « Let Somebody Go » a été remplacé par le Songbook, où Chris Martin invite un fan sur scène pour une séance de piano. Singapour a ensuite marqué le début du « Jumbotron Song » sur le C-stage, qui consiste à improviser des paroles sur les participants sur les écrans. Pour accommoder Moon Music (2024), « Biutyful » a cédé la place à « Feels Like I’m Falling in Love » à Budapest « Humankind » a été retiré afin d’intégrer « Good Feelings » à côté de « Fix You » à Rome et « We Pray » a été ajouté de manière permanente après « Clocks » à Dublin.

## Performance commerciale
Coldplay a battu de nombreux records de fréquentation à travers le monde. Les ventes pour la première étape européenne ont été ouvertes le 22 octobre 2021 et le groupe a vendu plus d'un million de billets en 24 heures selon Billboard. Des dates supplémentaires ont été annoncées dans toutes les villes. Plus de 200 000 entrées ont été achetées pour les quatre concerts initiaux au Stade Monumental de Buenos Aires en moins d'une journée. Quelques mois plus tard, le groupe a programmé six autres représentations sur place, devenant ainsi le premier groupe à organiser 10 concerts dans ce stade au cours d'une seule tournée. Le 25 août 2022, la deuxième édition européenne a vu 1,4 million d'entrées achetées en 24 heures, marquant les ventes les plus rapides de l'histoire par un groupe et les plus importantes, au total, depuis le Close Encounters Tour (en) de Robbie Williams en 2005. Plus de 712 000 personnes ont tenté d'acheter des billets au Royaume-Uni, la demande extrêmement forte pour les concerts à l'Etihad Stadium de Manchester et au Principality Stadium de Cardiff ayant provoqué le plantage du site web britannique de Ticketmaster ,. La même chose s'est produite en Espagne, où le groupe a réalisé les ventes les plus rapides de tous les temps.
Les médias ont signalé d'importantes files d'attente en ligne au Portugal (450 000 utilisateurs), en Italie (700 000 utilisateurs) et aux Pays-Bas (700 000 utilisateurs) également. En décembre 2022, Billboard a observé que malgré les données de seulement 40 des 64 concerts déjà joués, Coldplay a réalisé la tournée d'un groupe la plus réussie de l'année. Quand les chiffres manquants ont été disponibles, il a été révélé qu'ils avaient en fait la meilleure la tournée la plus lucrative avec 342,1 millions de dollars de recettes mais aussi celle avec la plus grande fréquentation avec 3,8 millions de billets vendus. Alors que le groupe terminait sa deuxième étape en Amérique latine, il a été annoncé que Coldplay avait la plus grande tournée de l'histoire du continent (193 millions de dollars et 2,3 millions d'entrées vendues).
Le 15 mai 2023, la prévente pour l'Optus Stadium de Perth a connu la plus grande demande jamais enregistrée sur Ticketmaster Australia, quand 300 000 personnes tentaient d'acheter des billets. Le record a été porté à 365 000 exemplaires lors des ventes générales. Le journal BH a mentionné que 400 000 utilisateurs sont entrés simultanément sur le site Web de GoLive Asia pour le concert du stade national Bukit Jalil de Kuala Lumpur. De même, 1,7 million de personnes ont tenté d'obtenir une entrée au stade Gelora-Bung-Karno de Jakarta. NME a affirmé qu'un million d'acheteurs faisaient la queue pour les concerts du Stade national de Singapour. SM Tickets a retardé l'achat en ligne pour la deuxième représentation à la Philippine Arena à la suite d'un plantage du site internet.
Selon le classement Billboard d'août 2023, Music of the Spheres World Tour a rapporté 617,8 millions de dollars avec 6,3 millions d'entrées vendues, devenant ainsi le quatrième tournée le plus rentable de tous les temps. Au cours du même mois, le quotidien autrichien Die Presse affirmait que 600 000 personnes avaient tenté d'obtenir des entrées pour les dates du stade Ernst-Happel. En outre, IQ a mentionné que les ventes de billets ont déjà dépassé les neuf millions d'unités dans le monde, Coldplay devenant le premier groupe de l'histoire à réaliser cet exploit au cours d'une seule tournée.
Le Music of the Spheres World Tour est la deuxième tournée la plus rentable de tous les temps, rapportant plus d’un milliard de dollars grâce à 9,30 millions de billets en 156 dates. Billboard a noté que Coldplay a vendu 10 millions de billets dans le monde en comptant les concerts à venir, devenant ainsi le premier groupe de l’histoire à réaliser cet exploit.
| Année | Dates                    | Lieu                             | Pays        | Record                                                                                              | Réf.    |
| ----- | ------------------------ | -------------------------------- | ----------- | --------------------------------------------------------------------------------------------------- | ------- |
| 2022  | 18 et 19 mars            | Stade national du Costa Rica     | Costa Rica  | Premiers artistes à se produire deux fois à guichets fermés au cours de la même tournée.            | [ 62 ]  |
| 2022  | 18 et 19 mars            | Stade national du Costa Rica     | Costa Rica  | Plus forte affluence de tous les temps (86 199 spectateurs).                                        | [ 63 ]  |
| 2022  | 25 et 26 mars            | Stade BBVA                       | Mexique     | Premiers artistes à se produire deux fois à guichets fermés au cours de la même tournée.            | [ 62 ]  |
| 2022  | 25 et 26 mars            | Stade BBVA                       | Mexique     | Plus forte affluence de tous les temps (112 262 spectateurs).                                       | [ 63 ]  |
| 2022  | 29 et 30 mars            | Estadio Akron                    | Mexique     | Premiers artistes à se produire deux fois à guichets fermés au cours de la même tournée.            | [ 62 ]  |
| 2022  | 29 et 30 mars            | Estadio Akron                    | Mexique     | Plus forte affluence de tous les temps (90 153 spectateurs).                                        | [ 63 ]  |
| 2022  | 3 au 7 April             | Foro Sol                         | Mexique     | Premiers artistes à se produire 4 fois au cours de la même tournée au XXIe siècle.                  | [ 64 ]  |
| 2022  | 3 au 7 April             | Foro Sol                         | Mexique     | Plus forte affluence de tous les temps pour un spectacle anglophone (259 591 spectateurs).          | [ 65 ]  |
| 2022  | 10 au 13 juillet         | Stade olympique de Berlin        | Allemagne   | Premiers artistes à se produire trois fois au cours de la même tournée.                             | [ 66 ]  |
| 2022  | 10 au 13 juillet         | Stade olympique de Berlin        | Allemagne   | Plus forte affluence de tous les temps (216 535 spectateurs).                                       | [ 67 ]  |
| 2022  | 16 au 19 juillet         | Stade de France                  | France      | Vente de billets la plus rapide de tous les temps en France (plus de 200 000 en une matinée).       | [ 68 ]  |
| 2022  | 16 au 20 juillet         | Stade de France                  | France      | Premiers artistes à vendre plus de 300 000 billets sur la même tournée.                             | [ 69 ]  |
| 2022  | 16 au 20 juillet         | Stade de France                  | France      | Premiers artistes à se produire quatre fois au cours de la même tournée.                            | [ 70 ]  |
| 2022  | 16 au 20 juillet         | Stade de France                  | France      | Plus forte affluence de tous les temps (318 331 spectateurs).                                       | [ 71 ]  |
| 2022  | 16 au 20 juillet         | Stade de France                  | France      | Groupe international s'étant produit le plus souvent au Stade de France (8 fois).                   | [ 72 ]  |
| 2022  | 5 au 8 août              | Stade Roi Baudouin               | Belgique    | Vente de billets la plus rapide de tous les temps en Belgique (plus de 150 000 en une matinée).     | [ 73 ]  |
| 2022  | 5 au 9 août              | Stade Roi Baudouin               | Belgique    | Premiers artistes à vendre plus de 200 000 billets au cours de la même tournée.                     | [ 74 ]  |
| 2022  | 5 au 9 août              | Stade Roi Baudouin               | Belgique    | Premiers artistes à se produire trois, puis quatre fois au cours de la même tournée.                | [ 74 ]  |
| 2022  | 5 au 9 août              | Stade Roi Baudouin               | Belgique    | Plus forte affluence de tous les temps (224 719 spectateurs).                                       | [ 74 ]  |
| 2022  | 12 au 21 août            | Stade de Wembley                 | Angleterre  | Plus long temps d'occupation pour un groupe de rock (à égalité avec The Rolling Stones).            | [ 75 ]  |
| 2022  | 10 septembre             | Parc olympique de Rio de Janeiro | Brésil      | Vente de billets la plus rapide jamais enregistrée pour un groupe tête d'affiche de Rock in Rio.    | [ 76 ]  |
| 2022  | 13 et 14 septembre       | Estadio Nacional                 | Pérou       | Premiers artistes anglophones à se produire deux fois de suite à guichets fermés.                   | [ 62 ]  |
| 2022  | 13 et 14 septembre       | Estadio Nacional                 | Pérou       | Plus forte affluence de tous les temps pour un spectacle anglophone (85 845 spectateurs).           | [ 77 ]  |
| 2022  | 16 et 17 septembre       | Stade El Campín                  | Colombie    | Plus grand nombre de concerts à guichets fermés lors d'une seule tournée Guns N' Roses).            | [ 62 ]  |
| 2022  | 20 au 24 septembre       | Stade national                   | Chili       | Premiers artistes à se produire trois, puis quatre fois au cours de la même tournée.                | ,       |
| 2022  | 20 au 24 septembre       | Stade national                   | Chili       | Plus forte affluence de tous les temps (256 916 spectateurs).                                       | [ 77 ]  |
| 2022  | 25 octobre au 8 novembre | Stade Monumental                 | Argentine   | Premiers artistes à se produire dix fois au cours de la même tournée.                               | [ 80 ]  |
| 2022  | 25 octobre au 8 novembre | Stade Monumental                 | Argentine   | Plus forte affluence de tous les temps, dans le monde (626 841 spectateurs).                        | [ 77 ]  |
| 2022  | 25 octobre au 8 novembre | Stade Monumental                 | Argentine   | Plus grosse recette de l'histoire de l'Amérique latine (49,7 millions de dollars).                  | [ 81 ]  |
| 2023  | 10 au 18 mars            | Estádio do Morumbi               | Brésil      | Premiers artistes à se produire cinq, puis six fois au cours de la même tournée.                    | [ 82 ]  |
| 2023  | 10 au 18 mars            | Estádio do Morumbi               | Brésil      | Plus forte affluence de tous les temps (439 651 spectateurs).                                       | ,       |
| 2023  | 10 au 18 mars            | Estádio do Morumbi               | Brésil      | Plus grosse recette de l'histoire du Brésil (40,1 millions de $).                                   | ,       |
| 2023  | 21 et 22 mars            | Stade Couto Pereira              | Brésil      | Premiers artistes à se produire deux fois au cours de la même tournée.                              | [ 85 ]  |
| 2023  | 21 et 22 mars            | Stade Couto Pereira              | Brésil      | Plus forte affluence de tous les temps (85 776 spectateurs).                                        | [ 86 ]  |
| 2023  | 25 au 28 mars            | Stade olympique Nilton-Santos    | Brésil      | Premiers artistes à se produire tois fois au cours de la même tournée.                              | [ 82 ]  |
| 2023  | 25 au 28 mars            | Stade olympique Nilton-Santos    | Brésil      | Plus forte affluence de tous les temps (211 012 spectateurs).                                       | [ 86 ]  |
| 2023  | 17 au 21 mai             | Stade municipal de Coimbra       | Portugal    | Vente de billets la plus rapide de tous les temps au Portugal (plus de 200 000 en une matinée).     | [ 87 ]  |
| 2023  | 17 au 21 mai             | Stade municipal de Coimbra       | Portugal    | Premiers artistes à vendre plus de 200 000 billets sur une seule tournée.                           | [ 87 ]  |
| 2023  | 17 au 21 mai             | Stade municipal de Coimbra       | Portugal    | Premiers artistes à se produire trois, puis quatre fois au cours de la même tournée.                | [ 87 ]  |
| 2023  | 17 au 21 mai             | Stade municipal de Coimbra       | Portugal    | Plus forte affluence de tous les temps (208 284 spectateurs).                                       | [ 88 ]  |
| 2023  | 24 au 28 mai             | Stade olympique Lluís-Companys   | Espagne     | Vente de billets la plus rapide de tous les temps en Espagne (plus de 200 000 en une matinée).      | [ 89 ]  |
| 2023  | 24 au 28 mai             | Stade olympique Lluís-Companys   | Espagne     | Premiers artistes à se produire trois, puis quatre fois au cours de la même tournée.                | [ 90 ]  |
| 2023  | 24 au 28 mai             | Stade olympique Lluís-Companys   | Espagne     | Plus forte affluence de tous les temps (224 761 spectateurs).                                       | [ 91 ]  |
| 2023  | 21 et 22 juin            | Stade Diego Armando Maradona     | Italie      | Vente de billets la plus rapide de tous les temps à Naples (plus de 86 000 en 90 minutes).          | [ 92 ]  |
| 2023  | 25 au 29 juin            | Stade San Siro                   | Italie      | Vente de billets la plus rapide de tous les temps en Italie (plus de 240 000 en une matinée).       | [ 48 ]  |
| 2023  | 25 au 29 juin            | Stade San Siro                   | Italie      | Premiers artistes internationaux à se produire trois, puis quatre fois au cours de la même tournée. | [ 48 ]  |
| 2023  | 25 au 29 juin            | Stade San Siro                   | Italie      | Plus forte affluence de tous les temps pour des artistes internationaux (249 560 spectateurs).      | [ 77 ]  |
| 2023  | 8 au 12 juillet          | Ullevi                           | Suède       | Premiers artistes internationaux à se produire quatre fois au cours de la même tournée.             | [ 93 ]  |
| 2023  | 8 au 12 juillet          | Ullevi                           | Suède       | Plus forte affluence de tous les temps pour des artistes internationaux (267 180 spectateurs).      | [ 77 ]  |
| 2023  | 15 au 19 juillet         | Johan Cruyff Arena               | Pays-Bas    | Premiers artistes à se produire quatre fois au cours de la même tournée au XXIe siècle.             | [ 94 ]  |
| 2023  | 15 au 19 juillet         | Johan Cruyff Arena               | Pays-Bas    | Plus forte affluence au XXIe siècle pour un groupe (217 609 spectateurs).                           | [ 77 ]  |
| 2023  | 27 et 28 septembre       | Snapdragon Stadium               | États-Unis  | Premiers artistes à se produire deux fois au cours de la même tournée.                              | [ 95 ]  |
| 2023  | 27 et 28 septembre       | Snapdragon Stadium               | États-Unis  | Plus forte affluence de tous les temps (64 130 spectateurs).                                        | [ 96 ]  |
| 2023  | 11 et 12 novembre        | Stade national                   | Taïwan      | Premier groupe occidental à se produire deux fois au cours de la même tournée.                      | [ 97 ]  |
| 2023  | 11 et 12 novembre        | Stade national                   | Taïwan      | Vente de billets la plus rapide de tous les temps à Taïwan (plus de 100 000 en une matinée).        | [ 97 ]  |
| 2023  | 15 novembre              | Stade Gelora-Bung-Karno          | Indonésie   | Plus grande file d'attente de l'histoire en Indonésie (plus de 1,7 million de personnes).           | [ 55 ]  |
| 2023  | 18 et 19 novembre        | Optus Stadium                    | Australie   | Plus grande file d'attente de l'histoire de Ticketmaster Australie (plus de 365 000 personnes).     | [ 53 ]  |
| 2023  | 18 et 19 novembre        | Optus Stadium                    | Australie   | Premier groupe à se produire deux fois au cours de la même tournée.                                 | [ 53 ]  |
| 2023  | 18 et 19 novembre        | Optus Stadium                    | Australie   | Plus forte affluence de tous les temps (130 000 spectateurs).                                       | [ 98 ]  |
| 2023  | 22 novembre              | Stade national Bukit Jalil       | Malaisie    | Plus grande file d'attente de l'histoire de la Malaisie (plus de 400 000 personnes).                | [ 54 ]  |
| 2024  | 19 et 20 janvier         | Philippine Arena                 | Philippines | Premier groupe occidental à se produire deux fois au cours de la même tournée.                      | [ 99 ]  |
| 2024  | 23 au 27 janvier         | Stade national de Singapour      | Singapour   | Vente de billets la plus rapide de tous les temps à Singapour (plus de 200 000 en une matinée).     | [ 100 ] |
| 2024  | 23 au 31 janvier         | Stade national de Singapour      | Singapour   | Premiers artistes à se produire trois, quatre, cinq, puis six fois au cours de la même tournée.     | [ 100 ] |
| 2024  | 3 et 4 février           | Stade Rajamangala                | Thaïlande   | Premiers artistes occidentaux à se produire deux fois au cours de la même tournée.                  | [ 101 ] |
| 2024  | 8 et 9 juin              | Stade olympique d'Athènes        | Grèce       | Premiers artistes internationaux à se produire deux fois au cours de la même tournée.               | [ 102 ] |
| 2024  | 12 et 13 juin            | Arena Națională                  | Roumanie    | Plus grande file d'attente de l'histoire en Roumanie (plus de 100 000 personnes).                   | [ 103 ] |
| 2024  | 12 et 13 juin            | Arena Națională                  | Roumanie    | Premiers artistes à se produire deux fois au cours de la même tournée.                              | [ 103 ] |
| 2024  | 12 et 13 juin            | Arena Națională                  | Roumanie    | Vente de billets la plus rapide de tous les temps en Roumanie (données non communiquées).           | [ 104 ] |
| 2024  | 16 au 19 juin            | Stade Ferenc-Puskás              | Hongrie     | Premiers artistes à se produire trois fois au cours de la même tournée.                             | [ 105 ] |
| 2024  | 22 au 25 juin            | Groupama Stadium                 | France      | Premier groupe à se produire trois fois au cours de la même tournée.                                | [ 106 ] |
| 2024  | 12 au 16 juillet         | Stade olympique de Rome          | Italie      | Premiers artistes internationaux à se produire trois, puis quatre fois au cours de la même tournée. | [ 107 ] |
| 2024  | 12 au 16 juillet         | Stade olympique de Rome          | Italie      | Vente de billets la plus rapide de tous les temps à Rome (plus de 240 000 en une matinée).          | ,       |
| 2024  | 20 au 23 juillet         | Merkur Spiel-Arena               | Allemagne   | Premiers artistes à se produire trois fois au cours de la même tournée.                             | [ 110 ] |
| 2024  | 27 au 31 juillet         | Stade olympique d'Helsinki       | Finlande    | Premiers artistes à se produire trois, puis quatre fois au cours de la même tournée.                | [ 111 ] |
| 2024  | 15 au 18 août            | Stade olympique de Munich        | Allemagne   | Premier groupe international à se produire trois fois au cours de la même tournée.                  | [ 112 ] |
| 2024  | 21 au 25 août            | Stade Ernst-Happel               | Autriche    | Premiers artistes à se produire quatre fois au cours de la même tournée.                            | [ 113 ] |
| 2024  | 29 août au 2 septembre   | Croke Park                       | Irlande     | Premier groupe à se produire quatre fois au cours de la même tournée.                               | [ 114 ] |
| 2024  | 29 août au 2 septembre   | Croke Park                       | Irlande     | Vente de billets la plus rapide de tous les temps en Irlande (données non communiquées).            | [ 115 ] |
| 2025  | 18 et 19 août            | New Craven Park                  | Angleterre  | Premier artiste à programmer deux spectacles en une seule tournée.                                  | [ 116 ] |
| 2025  | 22 au 8 septembre        | Stade de Wembley                 | Angleterre  | Premier artiste à programmer 9, 10, 11, 12, 13, 14, 15 et 16 spectacles sur une seule tournée.      | [ 117 ] |
| 2025  | 22 au 8 septembre        | Stade de Wembley                 | Angleterre  | Le plus grand nombre de représentations en une seule année (10 spectacles)                          | [ 118 ] |
| 2025  | 25 janvier               | Stade Narendra Modi              | Inde        | Le groupe a annoncé que ce serait le plus grand spectacle de leur carrière.                         | [ 119 ] |

## Réception par les critiques
La tournée a été largement acclamée par les critiques musicaux du monde entier,,,,,,,.

### En Europe

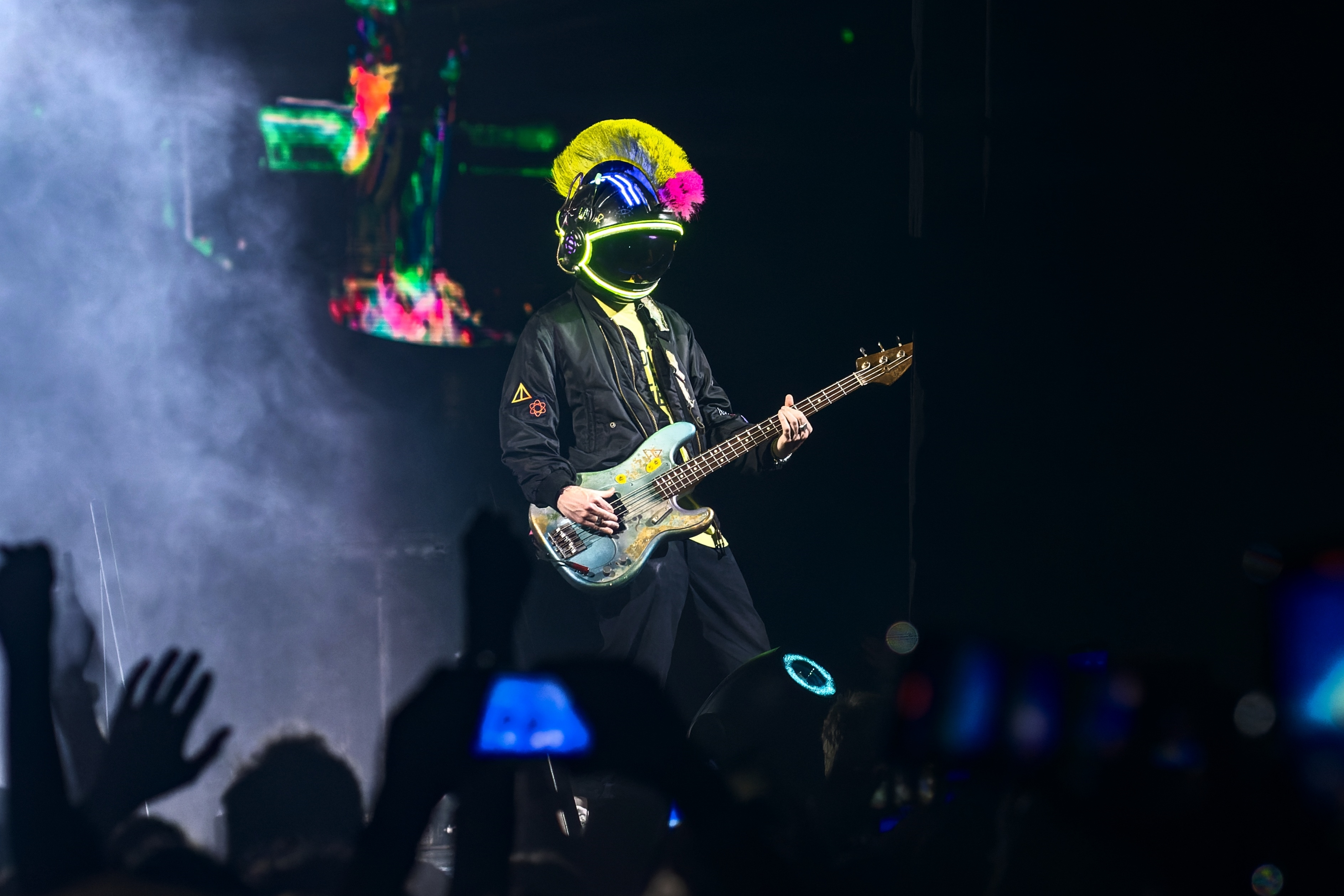
Guy Berryman à la basse sur Infinity Sign au stade de Wembley à Londres.

Torsten Reitz de Regioactive a déclaré qu'à Francfort, ils étaient « pleins d'énergie et beaucoup plus puissants que sur leur disque, maîtrisant à la fois les rythmes entraînants et palpitants et les moments calmes tout en prouvant pourquoi ils appartiennent à juste titre aux plus grands groupes live d'aujourd'hui ». Écrivant sur les performances du Stade de France pour Virgin Radio, Marine Pineau a salué le sens du spectacle du groupe et a déclaré qu'ils « étaient à la hauteur de leur réputation de live en offrant l'un des plus beaux concerts de l'année » tout en changeant les règles du jeu grâce à leurs efforts en matière de durabilité. Dans une critique cinq étoiles pour The Guardian, Alexis Petridis (en) a commenté que les concerts au stade de Wembley étaient « une expérience véritablement immersive », ajoutant que son album homonyme avait gagné en profondeur grâce à l'approche inventive de Coldplay. Kate Solomon du Times l'a qualifié de retour à la maison triomphant avec « des guitares slalomant autour du piano tonitruant de Martin et du fausset enthousiaste », donnant aux spectacles quatre étoiles sur cinq. Avec la même note, Neil McCormick du Daily Telegraph a affirmé qu'ils étaient « des maîtres modernes du divertissement dans les stades, ayant la capacité de transmettre la joie à travers le pouvoir de la chanson comme l'effet le plus spécial de tous ». Hannah Mylrea a écrit dans l'éditorial cinq étoiles de NME que Coldplay avait réussi à offrir une « masterclass sur la manière de réaliser un spectacle pop massif » tout en gardant les choses « intimes et politiques ». De plus, Wilson Ledo de CNN Portugal a mentionné que le concert avait une euphorie permanente et a félicité Martin pour avoir interagi avec le public plutôt que de se limiter au chant, contrairement à un style que beaucoup d'autres stars finissent par cultiver. Dans une critique pour Muzikalia, Pau Clot a déclaré que le spectacle de Coldplay « est quelque chose qui ne peut être égalé par personne sur cette planète aujourd'hui ». Dianne Bourne du Manchester Evening News a déclaré que le groupe était « dans une forme impeccable, 25 ans après avoir commencé son voyage musical ». De plus, Johan Lindqvista a noté dans son article quatre étoiles pour le Göteborgs-Posten que le groupe était « merveilleux » et « bien davantage que des effets spéciaux ».

### En Amérique du Nord
Andrew Chamings du San Francisco Chronicle a déclaré que malgré son « cynisme, le spectacle de Coldplay était un triomphe post-pandémique joyeux, brillant et cathartique ». Écrivant pour le Houston Press, Marco Torres l'a qualifié de « joli rêve, avec des ballons qui volent, des confettis qui jaillissent des canons à air et des lasers tirant depuis la scène à travers la fumée » pendant que le groupe jouait. Mac Engel, pour le Fort Worth Star-Telegram, a affirmé que Chris Martin avait montré toutes les compétences qui font de lui l'un des meilleurs interprètes de sa génération et a permis au Cotton Bowl de se sentir intime malgré un concert puissant. Dans sa critique pour le Chicago Sun-Times, Selena Fragassi a attribué aux concerts le mérite d'avoir établi la barre pour ce que pourraient être les tournées à l'avenir. De même, Christopher A. Daniel, pour The Atlanta Journal-Constitution, a salué les valeurs de la production comme « rappelant la fondation art rock réalisée par des groupes comme Genesis, Kraftwerk et Pink Floyd », ajoutant que Coldplay est en passe de devenir un « groupe légendaire à ne pas manquer ». De plus, Philip Cosores de Uproxx a mentionné « qu'il n'y a pas de gaspillage d'énergie, chaque instant du temps défini étant utilisé pour créer des souvenirs et avoir un impact sur le public ». Il a ensuite conclu que si les préoccupations environnementales étaient adoptées dans les tournées à l'avenir, le statut du groupe « en tant qu'un des artistes essentiels de notre époque prendrait une signification plus grande que le simple héritage de leur musique ».

### En Amérique latine
Écrivant pour El Comercio, Juan Carlos Fangacio Arakaki a déclaré que Coldplay était « impeccable », livrant un setlist complet et diversifié dans un spectacle qui « ne déçoit jamais ». Pablo Figueroa de CNN Chile a déclaré que le groupe faisait preuve de « confiance, de force et de respect envers son public », devenant ainsi « les protagonistes de l'un des moments musicaux les plus excitants » du pays depuis la transition vers la démocratie. Marcelo Fernández Bitar de Clarín a souligné le charisme de Martin, la solidité de ses camarades et le lien du groupe avec le public, ajoutant que la performance réaffirmait la passion évoquée par leurs chansons. De même, un éditorial d'Infobae (en) a félicité Coldplay pour sa polyvalence et sa synchronisation dans un concert allant du « plus subtil au plus grandiose ». Dans sa critique pour La Nación, Mauro Apicella a commenté qu'ils ont réussi à être à l'avant-garde de la technologie des stades avec des idées bonnes et simples qui ne laissent jamais de côté le public et avec des chansons qui sont devenues des classiques. Caio Coletti d'Omelete (en) a déclaré que la basse de Berryman est « irrésistiblement propulsive », que la danse non coordonnée de Martin « à ce stade est déjà une marque déposée » et que Champion s'est avéré être un bon chanteur en guidant les chants de Viva la Vida. Il les a également félicités pour avoir donné une performance hautement sensorielle et avoir compris que la soirée du spectacle « consiste à divertir les fans et à trouver de nouvelles façons d'élever leur expérience ».

### Rock in Rio
Felipe Branco Cruz de Veja a déclaré que le groupe « a réinventé le concept de rock d'arène » avec sa performance au festival Rock in Rio, faisant du public des protagonistes du spectacle plutôt que de simples spectateurs et perpétuant par conséquent l'héritage de « spectacles qui transcendent la musique », comme l'avait fait des groupes tels que Pink Floyd, Queen et U2. Écrivant pour UOL, Yolanda Reis a déclaré qu'il était indéniable qu'ils étaient de vrais showmen et a défini le concert comme inoubliable. Carlos Albuquerque de Folha de São Paulo a affirmé que Coldplay avait offert « près de deux heures d'une délicieuse évasion » et profité sans effort de tout ce qui était à leur disposition sur scène. Dans sa critique pour Estado de Minas, Ana Raquel Lelles les a félicités pour avoir gardé le public enthousiasmé avec un répertoire magistral malgré la pluie torrentielle. Julio Maria d'Estadão a commenté que le groupe avait réussi à atteindre un niveau de spectacle plus élevé et a souligné Paradise comme la « première grande catharsis dans la courbe qui a continué à grimper tout au long de la nuit ». Roberto Medina, le fondateur et président du festival, a affirmé « qu'il n'y a eu qu'un seul moment comme aujourd'hui, Freddie Mercury en 1985. C'était incroyable, c'était mémorable ».

## Diffusions en live

### Music of the Spheres: Live at River Plate
En septembre 2022, le groupe a annoncé qu'une de leurs performances au Stade Monumental de Buenos Aires serait retransmise dans les cinémas du monde entier grâce à un partenariat avec Trafalgar Releasing, la société qui avait été chargée du premier film de Coldplay en 2018 : Coldplay: A Head Full of Dreams (en). Sorti sous le nom de Live Broadcast from Buenos Aires, le projet a été réalisé par Paul Dugdale et diffusé dans les cinémas de 81 pays à travers le monde, le plus grand nombre de l'histoire pour un événement en direct. Le 19 avril 2023, un director's cut a été mis à disposition avec un son remastérisé, des visuels capturés à l'aide de différentes techniques de tournage et une interview exclusive en coulisses avec le groupe. Cette version s'intitulait Coldplay – Music of the Spheres : Live at River Plate et comprenait en outre les formats panoramiques et 4DX. Écrivant pour le magazine italien MadMass, Mattia Salvi a décrit le concert comme « engageant et techniquement impeccable », félicitant le groupe pour sa polyvalence et attribuant au film quatre étoiles sur cinq.

### Live in Ahmedabad
Coldplay s'est joint à Disney+ Hotstar pour diffuser en live le concert donné à Ahmedabad en Inde. Il a réuni plus de 8,3 millions de streamers le 26 janvier 2025, la plus importe audience du site.

## Héritage
Selon Eric Renner Brown de Pollstar (en), Coldplay a inauguré « une ère nouvelle de tournées durables » avec Music of the Spheres World Tour. Leurs efforts ont été considérés comme sans précédent pour un concert dans un stade, puisque le groupe a réduit ses émissions de CO2 de 47 % au cours de la première année d'activité, a planté sept millions d'arbres dans des réserves forestières et a fait adopter ses méthodes par Live Nation pour offrir des options vertes à davantage d'artistes. En outre, ils ont été classés parmi les leaders de l’action climatique les plus influents au monde par Time Magazine. Depuis que la tournée est devenue un sujet majeur de l'actualité dans les pays visités, elle a également été qualifiée de phénomène médiatique. Mark Beaumont du Times a estimé que le groupe avait retrouvé le respect et la crédibilité du public, ce qui a provoqué un changement d'attitude à leur égard.
L'intérêt pour cette tournée a été considéré comme sans précédent en Asie, en Europe, en Amérique latine et en Océanie, provoquant des mesures contre la revente de billets et des débats sur les prix. En raison de sa forte demande, la tournée a provoqué une augmentation de la spéculation sur les billets dans de nombreuses régions, notamment au Portugal, en Italie et en Malaisie. Dans ce dernier pays, les enquêtes sur ces cas ont inspiré une nouvelle législation pour les futurs spectacles. De même, le gouvernement indonésien a décidé de rendre son processus d'autorisation d'événement plus flexible après que Coldplay n'ait pas pu programmer suffisamment de dates pour répondre à la demande. Les médias ont commenté que des fans sans billet se sont rassemblés à l'extérieur des lieux pour entendre le groupe se produire dans des villes comme Barcelone, Rio de Janeiro et Zurich,,. Les concerts étaient également réputés pour stimuler les économies locales, établissant des comparaisons avec le fait de gagner un prix à la loterie. De plus, le groupe a connu une résurgence dans les charts musicaux, car leur discographie a enregistré des gains de ventes importants. Pour soutenir les organisations à but non lucratif locales, ils se sont associés à Global Citizen et au Love Button Global Movement.

## Setlists
| Le 18 mars 2022 à San José | Le 3 juillet 2022 à Francfort |
| --- | --- |
| Act 1 – Planets 1. Flying (BO de E.T., l'extra-terrestre) 2. Music of the Spheres (intro) 3. Higher Power (en) 4. Adventure of a Lifetime 5. Paradise 6. Charlie Brown 7. The Scientist Act 2 – Moons 1. Viva la Vida 2. Orphans (en) 3. Let Somebody Go (en) 4. بنی آدم 5. Sparks 6. Yellow Act 3 – Stars 1. Human Heart 2. People of the Pride (en) 3. Clocks 4. Infinity Sign (avec des éléments de Music of the Spheres II et de Every Teardrop Is a Waterfall) 5. Something Just like This 6. Midnight (avec des éléments de Blue Moon Tree de Lone) 7. My Universe 8. A Sky Full of Stars 9. Coloratura Act 4 – Home 1. Patriótica Costarricense 2. God Put a Smile upon Your Face 3. Everyday Life (en) 4. Sunrise (avec un discours de Louis Armstrong sur What a Wonderful World) 5. Humankind 6. Fix You 7. Biutyful 8. A Wave (outro) | Act 1 – Planets 1. Flying (BO de E.T., l'extra-terrestre) 2. Music of the Spheres (intro) 3. Higher Power (en) 4. Adventure of a Lifetime 5. Paradise 6. Charlie Brown 7. The Scientist Act 2 – Moons 1. Viva la Vida 2. Hymn for the Weekend 3. Let Somebody Go (en) 4. Politik 5. In My Place 6. Yellow 7. Sunrise (avec un discours de Louis Armstrong sur What a Wonderful World) Act 3 – Stars 1. Human Heart 2. People of the Pride (en) 3. Clocks 4. Infinity Sign (avec des éléments de Music of the Spheres II et de Every Teardrop Is a Waterfall) 5. Something Just like This 6. Midnight (avec des éléments de Blue Moon Tree de Lone) 7. My Universe 8. A Sky Full of Stars Act 4 – Home 1. Sparks 2. Magic 3. Humankind 4. Fix You 5. Biutyful 6. A Wave (outro) |

## Dates
Toutes les dates sont jouées à guichets fermés.
| Nombre de dates | Pays visités  | Affluence                | Recettes (en $)               |
| --------------- | ------------- | ------------------------ | ----------------------------- |
| 225 (en cours)  | 43 (en cours) | 11,4 millions (en cours) | 1,26 milliard de $ (en cours) |

### 2022
En 2022, le groupe se produit 65 fois, dans 15 pays, sur 2 continents.
| Date         | Ville                 | Pays                   | Site                                      | Première partie                     | Affluence | Recettes (en $) |
| ------------ | --------------------- | ---------------------- | ----------------------------------------- | ----------------------------------- | --------- | --------------- |
| 18 mars      | San José              | Costa Rica             | Stade national du Costa Rica              | H.E.R. MishCatt (en)                | 86 199    | 5 708 056       |
| 19 mars      | San José              | Costa Rica             | Stade national du Costa Rica              | H.E.R. MishCatt (en)                | 86 199    | 5 708 056       |
| 22 mars      | Saint-Domingue        | République dominicaine | Stade olympique Félix-Sánchez             | H.E.R. La Marimba                   | 30 524    | 2 548 904       |
| 25 mars      | Monterrey             | Mexique                | Stade BBVA                                | Carla Morrison Danny Lux            | 112 262   | 8 993 438       |
| 26 mars      | Monterrey             | Mexique                | Stade BBVA                                | Carla Morrison Danny Lux            | 112 262   | 8 993 438       |
| 29 mars      | Guadalajara           | Mexique                | Estadio Omnilife                          | Carla Morrison Danny Lux            | 90 153    | 8 006 952       |
| 30 mars      | Guadalajara           | Mexique                | Estadio Omnilife                          | Carla Morrison Danny Lux            | 90 153    | 8 006 952       |
| 3 avril      | Mexico                | Mexique                | Foro Sol                                  | Carla Morrison Danny Lux            | 259 591   | 19 582 181      |
| 4 avril      | Mexico                | Mexique                | Foro Sol                                  | Carla Morrison Danny Lux            | 259 591   | 19 582 181      |
| 6 avril      | Mexico                | Mexique                | Foro Sol                                  | Carla Morrison Danny Lux            | 259 591   | 19 582 181      |
| 7 avril      | Mexico                | Mexique                | Foro Sol                                  | Carla Morrison Danny Lux            | 259 591   | 19 582 181      |
| 6 mai        | Dallas                | États-Unis             | Cotton Bowl                               | H.E.R. Leila Pari                   | 58 669    | 6 065 763       |
| 8 mai        | Houston               | États-Unis             | NRG Stadium                               | H.E.R. Alaina Castillo              | 46 959    | 5 413 072       |
| 12 mai       | Glendale              | États-Unis             | State Farm Stadium                        | H.E.R. Kacy Hill                    | 42 849    | 3 542 528       |
| 15 mai       | Santa Clara           | États-Unis             | Levi's Stadium                            | H.E.R. Bobby Gonz                   | 50 791    | 5 861 025       |
| 28 mai       | Chicago               | États-Unis             | Soldier Field                             | H.E.R. Drama                        | 107 072   | 10 969 930      |
| 29 mai       | Chicago               | États-Unis             | Soldier Field                             | H.E.R. Drama                        | 107 072   | 10 969 930      |
| 1er juin     | Landover              | États-Unis             | FedEx Field                               | H.E.R. Shaed                        | 47 133    | 5 196 389       |
| 4 juin       | East Rutherford       | États-Unis             | MetLife Stadium                           | H.E.R. Bea Miller                   | 117 240   | 13 153 892      |
| 5 juin       | East Rutherford       | États-Unis             | MetLife Stadium                           | H.E.R. Bea Miller                   | 117 240   | 13 153 892      |
| 8 juin       | Philadelphie          | États-Unis             | Lincoln Financial Field                   | H.E.R. Lizzy McAlpine               | 57 415    | 5 606 712       |
| 11 juin      | Atlanta               | États-Unis             | Mercedes-Benz Stadium                     | H.E.R. Mariah the Scientist (en)    | 54 059    | 5 913 613       |
| 14 juin      | Tampa                 | États-Unis             | Raymond James Stadium                     | H.E.R. Gigi                         | 55 980    | 6 300 175       |
| 2 juillet    | Francfort-sur-le-Main | Allemagne              | Deutsche Bank Park                        | H.E.R. Alli Neumann                 | 138 282   | 13 723 046      |
| 3 juillet    | Francfort-sur-le-Main | Allemagne              | Deutsche Bank Park                        | H.E.R. Alli Neumann                 | 138 282   | 13 723 046      |
| 5 juillet    | Francfort-sur-le-Main | Allemagne              | Deutsche Bank Park                        | London Grammar Alli Neumann         | 138 282   | 13 723 046      |
| 8 juillet    | Varsovie              | Pologne                | PGE Narodowy                              | H.E.R. Mery Spolsky (en)            | 57 574    | 4 369 811       |
| 10 juillet   | Berlin                | Allemagne              | Stade olympique                           | London Grammar Zoe Wees             | 216 535   | 19 576 299      |
| 12 juillet   | Berlin                | Allemagne              | Stade olympique                           | H.E.R. Zoe Wees                     | 216 535   | 19 576 299      |
| 13 juillet   | Berlin                | Allemagne              | Stade olympique                           | H.E.R. Alli Neumann                 | 216 535   | 19 576 299      |
| 16 juillet   | Saint-Denis           | France                 | Stade de France                           | H.E.R. Gaumar                       | 318 331   | 27 383 751      |
| 17 juillet   | Saint-Denis           | France                 | Stade de France                           | H.E.R. Gaumar                       | 318 331   | 27 383 751      |
| 19 juillet   | Saint-Denis           | France                 | Stade de France                           | London Grammar Lous and the Yakuza  | 318 331   | 27 383 751      |
| 20 juillet   | Saint-Denis           | France                 | Stade de France                           | London Grammar Lous and the Yakuza  | 318 331   | 27 383 751      |
| 5 août       | Bruxelles             | Belgique               | Stade Roi Baudouin                        | H.E.R. Lous and the Yakuza          | 224 719   | 20 007 105      |
| 6 août       | Bruxelles             | Belgique               | Stade Roi Baudouin                        | H.E.R. Lous and the Yakuza          | 224 719   | 20 007 105      |
| 8 août       | Bruxelles             | Belgique               | Stade Roi Baudouin                        | London Grammar Lous and the Yakuza  | 224 719   | 20 007 105      |
| 9 août       | Bruxelles             | Belgique               | Stade Roi Baudouin                        | London Grammar Lous and the Yakuza  | 224 719   | 20 007 105      |
| 12 août      | Londres               | Angleterre             | Stade de Wembley                          | H.E.R. Griff                        | 464 839   | 49 209 920      |
| 13 août      | Londres               | Angleterre             | Stade de Wembley                          | H.E.R. Griff                        | 464 839   | 49 209 920      |
| 16 août      | Londres               | Angleterre             | Stade de Wembley                          | London Grammar Ibibio Sound Machine | 464 839   | 49 209 920      |
| 17 août      | Londres               | Angleterre             | Stade de Wembley                          | H.E.R. Ibibio Sound Machine         | 464 839   | 49 209 920      |
| 20 août      | Londres               | Angleterre             | Stade de Wembley                          | London Grammar Laura Mvula          | 464 839   | 49 209 920      |
| 21 août      | Londres               | Angleterre             | Stade de Wembley                          | London Grammar Laura Mvula          | 464 839   | 49 209 920      |
| 23 août      | Glasgow               | Écosse                 | Hampden Park                              | H.E.R. Nina Nesbitt                 | 106 209   | 10 402 757      |
| 24 août      | Glasgow               | Écosse                 | Hampden Park                              | London Grammar Nina Nesbitt         | 106 209   | 10 402 757      |
| 10 septembre | Rio de Janeiro        | Brésil                 | Parc olympique                            | -                                   | -         | -               |
| 13 septembre | Lima                  | Pérou                  | Estadio Nacional                          | Camila Cabello Andrea Martinez      | 85 845    | 9 242 799       |
| 14 septembre | Lima                  | Pérou                  | Estadio Nacional                          | Camila Cabello Andrea Martinez      | 85 845    | 9 242 799       |
| 16 septembre | Bogota                | Colombie               | Stade Nemesio Camacho El Campín           | Camila Cabello Mabiland             | 88 314    | 8 231 789       |
| 17 septembre | Bogota                | Colombie               | Stade Nemesio Camacho El Campín           | Camila Cabello Mabiland             | 88 314    | 8 231 789       |
| 20 septembre | Santiago              | Chili                  | Stade national                            | Camila Cabello Princesa Alba        | 256 916   | 15 886 887      |
| 21 septembre | Santiago              | Chili                  | Stade national                            | Camila Cabello Princesa Alba        | 256 916   | 15 886 887      |
| 23 septembre | Santiago              | Chili                  | Stade national                            | Camila Cabello Princesa Alba        | 256 916   | 15 886 887      |
| 24 septembre | Santiago              | Chili                  | Stade national                            | Camila Cabello Princesa Alba        | 256 916   | 15 886 887      |
| 25 octobre   | Buenos Aires          | Argentine              | Stade Monumental Antonio Vespucio Liberti | H.E.R. Zoe Gotusso (en)             | 626 841   | 49 695 814      |
| 26 octobre   | Buenos Aires          | Argentine              | Stade Monumental Antonio Vespucio Liberti | H.E.R. Zoe Gotusso (en)             | 626 841   | 49 695 814      |
| 28 octobre   | Buenos Aires          | Argentine              | Stade Monumental Antonio Vespucio Liberti | H.E.R. Zoe Gotusso (en)             | 626 841   | 49 695 814      |
| 29 octobre   | Buenos Aires          | Argentine              | Stade Monumental Antonio Vespucio Liberti | H.E.R. Zoe Gotusso (en)             | 626 841   | 49 695 814      |
| 1er novembre | Buenos Aires          | Argentine              | Stade Monumental Antonio Vespucio Liberti | H.E.R. Zoe Gotusso (en)             | 626 841   | 49 695 814      |
| 2 novembre   | Buenos Aires          | Argentine              | Stade Monumental Antonio Vespucio Liberti | H.E.R. Zoe Gotusso (en)             | 626 841   | 49 695 814      |
| 4 novembre   | Buenos Aires          | Argentine              | Stade Monumental Antonio Vespucio Liberti | H.E.R. Zoe Gotusso (en)             | 626 841   | 49 695 814      |
| 5 novembre   | Buenos Aires          | Argentine              | Stade Monumental Antonio Vespucio Liberti | H.E.R. Zoe Gotusso (en)             | 626 841   | 49 695 814      |
| 7 novembre   | Buenos Aires          | Argentine              | Stade Monumental Antonio Vespucio Liberti | H.E.R. Zoe Gotusso (en)             | 626 841   | 49 695 814      |
| 8 novembre   | Buenos Aires          | Argentine              | Stade Monumental Antonio Vespucio Liberti | H.E.R. Zoe Gotusso (en)             | 626 841   | 49 695 814      |

### 2023
En 2023, le groupe se produit 58 fois, dans 17 pays, sur 4 continents.
| Date         | Ville          | Pays           | Site                                         | Première partie             | Affluence | Recettes (en $) |
| ------------ | -------------- | -------------- | -------------------------------------------- | --------------------------- | --------- | --------------- |
| 10 mars      | São Paulo      | Brésil         | Allianz Parque Stade Cícero-Pompeu-de-Toledo | CHVRCHES Elana Dara         | 439 651   | 40 104 881      |
| 11 mars      | São Paulo      | Brésil         | Allianz Parque Stade Cícero-Pompeu-de-Toledo | CHVRCHES Elana Dara         | 439 651   | 40 104 881      |
| 13 mars      | São Paulo      | Brésil         | Allianz Parque Stade Cícero-Pompeu-de-Toledo | CHVRCHES Elana Dara         | 439 651   | 40 104 881      |
| 14 mars      | São Paulo      | Brésil         | Allianz Parque Stade Cícero-Pompeu-de-Toledo | CHVRCHES Elana Dara         | 439 651   | 40 104 881      |
| 17 mars      | São Paulo      | Brésil         | Allianz Parque Stade Cícero-Pompeu-de-Toledo | CHVRCHES Elana Dara         | 439 651   | 40 104 881      |
| 18 mars      | São Paulo      | Brésil         | Allianz Parque Stade Cícero-Pompeu-de-Toledo | CHVRCHES Elana Dara         | 439 651   | 40 104 881      |
| 21 mars      | Curitiba       | Brésil         | Stade Major-Antônio-Couto-Pereira            | CHVRCHES Clara x Sofia      | 85 776    | 8 126 841       |
| 22 mars      | Curitiba       | Brésil         | Stade Major-Antônio-Couto-Pereira            | CHVRCHES Clara x Sofia      | 85 776    | 8 126 841       |
| 25 mars      | Rio de Janeiro | Brésil         | Stade olympique Nilton-Santos                | CHVRCHES Clara x Sofia      | 211 012   | 17 207 309      |
| 26 mars      | Rio de Janeiro | Brésil         | Stade olympique Nilton-Santos                | CHVRCHES Clara x Sofia      | 211 012   | 17 207 309      |
| 28 mars      | Rio de Janeiro | Brésil         | Stade olympique Nilton-Santos                | CHVRCHES Clara x Sofia      | 211 012   | 17 207 309      |
| 17 mai       | Coimbra        | Portugal       | Stade municipal                              | Griff Bárbara Bandeira (en) | 208 284   | 21 473 885      |
| 18 mai       | Coimbra        | Portugal       | Stade municipal                              | Griff Bárbara Bandeira (en) | 208 284   | 21 473 885      |
| 20 mai       | Coimbra        | Portugal       | Stade municipal                              | Griff Bárbara Bandeira (en) | 208 284   | 21 473 885      |
| 21 mai       | Coimbra        | Portugal       | Stade municipal                              | Griff Bárbara Bandeira (en) | 208 284   | 21 473 885      |
| 24 mai       | Barcelone      | Espagne        | Stade olympique Lluís-Companys               | CHVRCHES Hinds              | 224 761   | 27 262 896      |
| 25 mai       | Barcelone      | Espagne        | Stade olympique Lluís-Companys               | CHVRCHES Hinds              | 224 761   | 27 262 896      |
| 27 mai       | Barcelone      | Espagne        | Stade olympique Lluís-Companys               | CHVRCHES Ona Mafalda        | 224 761   | 27 262 896      |
| 28 mai       | Barcelone      | Espagne        | Stade olympique Lluís-Companys               | CHVRCHES Ona Mafalda        | 224 761   | 27 262 896      |
| 31 mai       | Manchester     | Angleterre     | Etihad Stadium                               | CHVRCHES Porij              | 195 874   | 24 164 085      |
| 1er juin     | Manchester     | Angleterre     | Etihad Stadium                               | CHVRCHES Porij              | 195 874   | 24 164 085      |
| 3 juin       | Manchester     | Angleterre     | Etihad Stadium                               | CHVRCHES Porij              | 195 874   | 24 164 085      |
| 4 juin       | Manchester     | Angleterre     | Etihad Stadium                               | CHVRCHES Porij              | 195 874   | 24 164 085      |
| 6 juin       | Cardiff        | Pays de Galles | Principality Stadium                         | CHVRCHES Hana Lili          | 119 280   | 14 151 135      |
| 7 juin       | Cardiff        | Pays de Galles | Principality Stadium                         | CHVRCHES Hana Lili          | 119 280   | 14 151 135      |
| 21 juin      | Naples         | Italie         | Stade Diego Armando Maradona                 | CHVRCHES Laila al Habash    | 93 341    | 9 856 532       |
| 22 juin      | Naples         | Italie         | Stade Diego Armando Maradona                 | CHVRCHES Laila al Habash    | 93 341    | 9 856 532       |
| 25 juin      | Milan          | Italie         | Stade San Siro                               | CHVRCHES Mara Sattei (en)   | 249 560   | 29 439 180      |
| 26 juin      | Milan          | Italie         | Stade San Siro                               | CHVRCHES Mara Sattei (en)   | 249 560   | 29 439 180      |
| 28 juin      | Milan          | Italie         | Stade San Siro                               | CHVRCHES Mara Sattei (en)   | 249 560   | 29 439 180      |
| 29 juin      | Milan          | Italie         | Stade San Siro                               | CHVRCHES Mara Sattei (en)   | 249 560   | 29 439 180      |
| 1er juillet  | Zurich         | Suisse         | Stade du Letzigrund                          | Griff Caroline Alves        | 95 055    | 14 972 413      |
| 2 juillet    | Zurich         | Suisse         | Stade du Letzigrund                          | Griff Caroline Alves        | 95 055    | 14 972 413      |
| 5 juillet    | Copenhague     | Danemark       | Parken Stadium                               | Griff Jada                  | 98 646    | 12 230 710      |
| 6 juillet    | Copenhague     | Danemark       | Parken Stadium                               | Griff Jada                  | 98 646    | 12 230 710      |
| 8 juillet    | Göteborg       | Suède          | Ullevi                                       | Griff LUCIIA                | 267 180   | 26 242 821      |
| 9 juillet    | Göteborg       | Suède          | Ullevi                                       | Griff LUCIIA                | 267 180   | 26 242 821      |
| 11 juillet   | Göteborg       | Suède          | Ullevi                                       | Griff LUCIIA                | 267 180   | 26 242 821      |
| 12 juillet   | Göteborg       | Suède          | Ullevi                                       | Griff LUCIIA                | 267 180   | 26 242 821      |
| 15 juillet   | Amsterdam      | Pays-Bas       | Johan Cruyff Arena                           | Griff Zoë Tauran            | 217 609   | 30 322 573      |
| 16 juillet   | Amsterdam      | Pays-Bas       | Johan Cruyff Arena                           | Griff Zoë Tauran            | 217 609   | 30 322 573      |
| 18 juillet   | Amsterdam      | Pays-Bas       | Johan Cruyff Arena                           | Griff Zoë Tauran            | 217 609   | 30 322 573      |
| 19 juillet   | Amsterdam      | Pays-Bas       | Johan Cruyff Arena                           | Griff Zoë Tauran            | 217 609   | 30 322 573      |
| 20 septembre | Seattle        | États-Unis     | Lumen Field                                  | H.E.R. 070 Shake            | 60 342    | 8 124 415       |
| 22 septembre | Vancouver      | Canada         | BC Place                                     | H.E.R. 070 Shake            | 89 645    | 12 405 571      |
| 23 septembre | Vancouver      | Canada         | BC Place                                     | H.E.R. 070 Shake            | 89 645    | 12 405 571      |
| 27 septembre | San Diego      | États-Unis     | Snapdragon Stadium                           | H.E.R. 070 Shake            | 64 130    | 10 355 147      |
| 28 septembre | San Diego      | États-Unis     | Snapdragon Stadium                           | H.E.R. 070 Shake            | 64 130    | 10 355 147      |
| 30 septembre | Los Angeles    | États-Unis     | Rose Bowl (stade)                            | H.E.R. 070 Shake            | 136 043   | 19 019 116      |
| 1er octobre  | Los Angeles    | États-Unis     | Rose Bowl (stade)                            | H.E.R. 070 Shake            | 136 043   | 19 019 116      |
| 6 novembre   | Tokyo          | Japon          | Tokyo Dome                                   | Yoasobi                     | 97 267    | 13 726 445      |
| 7 novembre   | Tokyo          | Japon          | Tokyo Dome                                   | Yoasobi                     | 97 267    | 13 726 445      |
| 11 novembre  | Kaohsiung      | Taïwan         | Stade national                               | Accusefive (en)             | 102 949   | 15 159 017      |
| 12 novembre  | Kaohsiung      | Taïwan         | Stade national                               | Accusefive (en)             | 102 949   | 15 159 017      |
| 15 novembre  | Jakarta        | Indonésie      | Stade Gelora-Bung-Karno                      | Rahmania Astrini (id)       | 78 541    | 13 893 822      |
| 18 novembre  | Perth          | Australie      | Perth Stadium                                | Amy Shark Thelma Plum (en)  | 124 883   | 13 888 883      |
| 19 novembre  | Perth          | Australie      | Perth Stadium                                | Amy Shark Thelma Plum (en)  | 124 883   | 13 888 883      |
| 22 novembre  | Kuala Lumpur   | Malaisie       | Stade national Bukit Jalil                   | Bunga (id)                  | 81 812    | 10 904 369      |

### 2024
En 2024, le groupe se produit 54 fois, dans 15 pays, sur 3 continents.
| Date          | Ville      | Pays             | Site                    | Première partie                       | Affluence | Recettes (en $) |
| ------------- | ---------- | ---------------- | ----------------------- | ------------------------------------- | --------- | --------------- |
| 19 janvier    | Bocaue     | Philippines      | Philippine Arena        | Jikamarie                             | 96 079    | 15 425 465      |
| 20 janvier    | Bocaue     | Philippines      | Philippine Arena        | Jikamarie                             | 96 079    | 15 425 465      |
| 23 janvier    | Singapour  | Singapour        | Stade national          | Jasmine Sokko (en) Jinan Laetitia     | 321 113   | 43 362 247      |
| 24 janvier    | Singapour  | Singapour        | Stade national          | Jasmine Sokko (en) Jinan Laetitia     | 321 113   | 43 362 247      |
| 26 janvier    | Singapour  | Singapour        | Stade national          | Jasmine Sokko (en) Jinan Laetitia     | 321 113   | 43 362 247      |
| 27 janvier    | Singapour  | Singapour        | Stade national          | Sandra Riley Tang (en) Jinan Laetitia | 321 113   | 43 362 247      |
| 30 janvier    | Singapour  | Singapour        | Stade national          | Sandra Riley Tang (en) Jinan Laetitia | 321 113   | 43 362 247      |
| 31 janvier    | Singapour  | Singapour        | Stade national          | Sandra Riley Tang (en) Jinan Laetitia | 321 113   | 43 362 247      |
| 3 février     | Bangkok    | Thaïlande        | Stade Rajamangala       | Valentina Ploy                        | 106 027   | 16 878 887      |
| 4 février     | Bangkok    | Thaïlande        | Stade Rajamangala       | Valentina Ploy                        | 106 027   | 16 878 887      |
| 8 juin        | Athènes    | Grèce            | Stade Olympique         | Maisie Peters Antonia Kaouri          | 139 236   | 14 659 812      |
| 9 juin        | Athènes    | Grèce            | Stade Olympique         | Maisie Peters Antonia Kaouri          | 139 236   | 14 659 812      |
| 12 juin       | Bucarest   | Roumanie         | Arena Nationala         | Maisie Peters Emaa (en)               | 105 420   | 11 517 472      |
| 13 juin       | Bucarest   | Roumanie         | Arena Nationala         | Maisie Peters Emaa (en)               | 105 420   | 11 517 472      |
| 16 juin       | Budapest   | Hongrie          | Stade Ferenc-Puskas     | Maisie Peters Solére                  | 166 771   | 17 042 753      |
| 18 juin       | Budapest   | Hongrie          | Stade Ferenc-Puskas     | Maisie Peters Solére                  | 166 771   | 17 042 753      |
| 19 juin       | Budapest   | Hongrie          | Stade Ferenc-Puskas     | Maisie Peters Solére                  | 166 771   | 17 042 753      |
| 22 juin       | Lyon       | France           | Groupama Stadium        | Janelle Monáe Ronisia                 | 164 641   | 21 581 208      |
| 23 juin       | Lyon       | France           | Groupama Stadium        | Janelle Monáe Ronisia                 | 164 641   | 21 581 208      |
| 25 juin       | Lyon       | France           | Groupama Stadium        | Janelle Monáe Ronisia                 | 164 641   | 21 581 208      |
| 29 juin       | Pilton     | Angleterre       | Glastonbury Festival    | -                                     | -         | -               |
| 12 juillet    | Rome       | Italie           | Stade Olympique de Rome | Janelle Monáe Rose Villain            | 251 771   | 29 378 307      |
| 13 juillet    | Rome       | Italie           | Stade Olympique de Rome | Janelle Monáe Rose Villain            | 251 771   | 29 378 307      |
| 15 juillet    | Rome       | Italie           | Stade Olympique de Rome | Janelle Monáe Rose Villain            | 251 771   | 29 378 307      |
| 16 juillet    | Rome       | Italie           | Stade Olympique de Rome | Janelle Monáe Rose Villain            | 251 771   | 29 378 307      |
| 20 juillet    | Dusseldorf | Allemagne        | Merkur-Spiel Arena      | Janelle Monáe Zoe Wees                | 145 402   | 19 465 043      |
| 21 juillet    | Dusseldorf | Allemagne        | Merkur-Spiel Arena      | Janelle Monáe Zoe Wees                | 145 402   | 19 465 043      |
| 23 juillet    | Dusseldorf | Allemagne        | Merkur-Spiel Arena      | Janelle Monáe Zoe Wees                | 145 402   | 19 465 043      |
| 27 juillet    | Helsinki   | Finlande         | Stade Olympique         | Maisie Peters Alma                    | 178 033   | 23 311 075      |
| 28 juillet    | Helsinki   | Finlande         | Stade Olympique         | Maisie Peters Alma                    | 178 033   | 23 311 075      |
| 30 juillet    | Helsinki   | Finlande         | Stade Olympique         | Maisie Peters Alma                    | 178 033   | 23 311 075      |
| 31 juillet    | Helsinki   | Finlande         | Stade Olympique         | Maisie Peters Alma                    | 178 033   | 23 311 075      |
| 15 août       | Munich     | Allemagne        | Stade Olympique         | Maggie Rogers Wilhelmine              | 210 192   | 28 587 643      |
| 17 août       | Munich     | Allemagne        | Stade Olympique         | Maggie Rogers Wilhelmine              | 210 192   | 28 587 643      |
| 18 août       | Munich     | Allemagne        | Stade Olympique         | Maggie Rogers Wilhelmine              | 210 192   | 28 587 643      |
| 21 août       | Vienne     | Autriche         | Ernst-Happel Stadion    | Maggie Rogers Oska                    | 251 399   | 33 030 164      |
| 22 août       | Vienne     | Autriche         | Ernst-Happel Stadion    | Maggie Rogers Oska                    | 251 399   | 33 030 164      |
| 24 août       | Vienne     | Autriche         | Ernst-Happel Stadion    | Maggie Rogers Oska                    | 251 399   | 33 030 164      |
| 25 août       | Vienne     | Autriche         | Ernst-Happel Stadion    | Maggie Rogers Oska                    | 251 399   | 33 030 164      |
| 29 août       | Dublin     | Irlande          | Croke Park              | Maggie Rogers Aby Coulibaly           | 329 200   | 49 520 804      |
| 30 août       | Dublin     | Irlande          | Croke Park              | Maggie Rogers Aby Coulibaly           | 329 200   | 49 520 804      |
| 1er septembre | Dublin     | Irlande          | Croke Park              | Maggie Rogers Aby Coulibaly           | 329 200   | 49 520 804      |
| 2 septembre   | Dublin     | Irlande          | Croke Park              | Maggie Rogers Aby Coulibaly           | 329 200   | 49 520 804      |
| 30 octobre    | Melbourne  | Australie        | Marvel Stadium          | Shone Emmanuel Kelly Ayra Starr       | 229 120   | 28 849 369      |
| 31 octobre    | Melbourne  | Australie        | Marvel Stadium          | Shone Emmanuel Kelly Ayra Starr       | 229 120   | 28 849 369      |
| 2 novembre    | Melbourne  | Australie        | Marvel Stadium          | Shone Emmanuel Kelly Ayra Starr       | 229 120   | 28 849 369      |
| 3 novembre    | Melbourne  | Australie        | Marvel Stadium          | Shone Emmanuel Kelly Ayra Starr       | 229 120   | 28 849 369      |
| 6 novembre    | Sydney     | Australie        | Stadium Australia       | Shone Emmanuel Kelly Ayra Starr       | 325 072   | 37 848 426      |
| 7 novembre    | Sydney     | Australie        | Stadium Australia       | Shone Emmanuel Kelly Ayra Starr       | 325 072   | 37 848 426      |
| 9 novembre    | Sydney     | Australie        | Stadium Australia       | Shone Emmanuel Kelly Ayra Starr       | 325 072   | 37 848 426      |
| 10 novembre   | Sydney     | Australie        | Stadium Australia       | Shone Emmanuel Kelly Ayra Starr       | 325 072   | 37 848 426      |
| 13 novembre   | Auckland   | Nouvelle-Zélande | Eden Park               | Shone Emmanuel Kelly Ayra Starr       | 169 079   | 19 276 353      |
| 15 novembre   | Auckland   | Nouvelle-Zélande | Eden Park               | Shone Emmanuel Kelly Ayra Starr       | 169 079   | 19 276 353      |
| 16 novembre   | Auckland   | Nouvelle-Zélande | Eden Park               | Shone Emmanuel Kelly Ayra Starr       | 169 079   | 19 276 353      |

### 2025
En 2025, le groupe se produit 48 fois, dans 7 pays, sur 3 continents
| Date        | Ville              | Pays                | Site                       | Première partie             | Affluence | Recettes (en $) |
| ----------- | ------------------ | ------------------- | -------------------------- | --------------------------- | --------- | --------------- |
| 9 janvier   | Abou Dhabi         | Émirats arabes unis | Stade Cheikh-Zayed         | Elyanna Shone               | 203 160   | 28 081 406      |
| 11 janvier  | Abou Dhabi         | Émirats arabes unis | Stade Cheikh-Zayed         | Elyanna Shone               | 203 160   | 28 081 406      |
| 12 janvier  | Abou Dhabi         | Émirats arabes unis | Stade Cheikh-Zayed         | Elyanna Shone               | 203 160   | 28 081 406      |
| 14 janvier  | Abou Dhabi         | Émirats arabes unis | Stade Cheikh-Zayed         | Elyanna Shone               | 203 160   | 28 081 406      |
| 18 janvier  | Bombay             | Inde                | DY Patil Sports Stadium    | Jasleen Royal Elyanna Shone | 163 711   | 12 819 848      |
| 19 janvier  | Bombay             | Inde                | DY Patil Sports Stadium    | Jasleen Royal Elyanna Shone | 163 711   | 12 819 848      |
| 21 janvier  | Bombay             | Inde                | DY Patil Sports Stadium    | Jasleen Royal Elyanna Shone | 163 711   | 12 819 848      |
| 25 janvier  | Ahmedabad          | Inde                | Stade Narendra Modi        | Jasleen Royal Elyanna Shone | 223 570   | 15 696 814      |
| 26 janvier  | Ahmedabad          | Inde                | Stade Narendra Modi        | Jasleen Royal Elyanna Shone | 223 570   | 15 696 814      |
| 8 avril     | Hong Kong          | Chine               | Kai Tak Stadium            | Marf                        | 183 980   | 32 941 256      |
| 9 avril     | Hong Kong          | Chine               | Kai Tak Stadium            | Marf                        | 183 980   | 32 941 256      |
| 11 avril    | Hong Kong          | Chine               | Kai Tak Stadium            | Marf                        | 183 980   | 32 941 256      |
| 12 avril    | Hong Kong          | Chine               | Kai Tak Stadium            | Marf                        | 183 980   | 32 941 256      |
| 16 avril    | Séoul              | Corée du Sud        | Stade de Goyang            | Twice                       | 318 309   | 34 448 581      |
| 18 avril    | Séoul              | Corée du Sud        | Stade de Goyang            | Twice                       | 318 309   | 34 448 581      |
| 19 avril    | Séoul              | Corée du Sud        | Stade de Goyang            | Twice                       | 318 309   | 34 448 581      |
| 22 avril    | Séoul              | Corée du Sud        | Stade de Goyang            | Twice                       | 318 309   | 34 448 581      |
| 24 avril    | Séoul              | Corée du Sud        | Stade de Goyang            | Twice                       | 318 309   | 34 448 581      |
| 25 avril    | Séoul              | Corée du Sud        | Stade de Goyang            | Twice                       | 318 309   | 34 448 581      |
| 31 mai      | Stanford           | États-Unis          | Stanford Stadium           | Willow Elyanna              |           |                 |
| 1er juin    | Stanford           | États-Unis          | Stanford Stadium           | Willow Elyanna              |           |                 |
| 6 juin      | Paradise           | États-Unis          | Allegiant Stadium          | Willow Elyanna              |           |                 |
| 7 juin      | Paradise           | États-Unis          | Allegiant Stadium          | Willow Elyanna              |           |                 |
| 10 juin     | Denver             | États-Unis          | Empower Field at Mile High | Willow Elyanna              |           |                 |
| 13 juin     | El Paso            | États-Unis          | Sun Bowl Stadium           | Willow Elyanna              |           |                 |
| 14 juin     | El Paso            | États-Unis          | Sun Bowl Stadium           | Willow Elyanna              |           |                 |
| 7 juillet   | Toronto            | Canada              | Centre Rogers              | Ayra Starr Elyanna          |           |                 |
| 8 juillet   | Toronto            | Canada              | Centre Rogers              | Ayra Starr Elyanna          |           |                 |
| 11 juillet  | Toronto            | Canada              | Centre Rogers              | Ayra Starr Elyanna          |           |                 |
| 12 juillet  | Toronto            | Canada              | Centre Rogers              | Ayra Starr Elyanna          |           |                 |
| 15 juillet  | Foxborough         | États-Unis          | Gillette Stadium           | Ayra Starr Elyanna          |           |                 |
| 16 juillet  | Foxborough         | États-Unis          | Gillette Stadium           | Ayra Starr Elyanna          |           |                 |
| 19 juillet  | Madison            | États-Unis          | Camp Randall Stadium       | Ayra Starr Elyanna          |           |                 |
| 22 juillet  | Nashville          | États-Unis          | Nissan Stadium             | Ayra Starr Elyanna          |           |                 |
| 26 juillet  | Miami Gardens      | États-Unis          | Hard Rock Stadium          | Ayra Starr Elyanna          |           |                 |
| 27 juillet  | Miami Gardens      | États-Unis          | Hard Rock Stadium          | Ayra Starr Elyanna          |           |                 |
| 18 août     | Kingston upon Hull | Angleterre          | New Craven Park            |                             |           |                 |
| 19 août     | Kingston upon Hull | Angleterre          | New Craven Park            |                             |           |                 |
| 22 août     | Londres            | Angleterre          | Stade de Wembley           |                             |           |                 |
| 23 août     | Londres            | Angleterre          | Stade de Wembley           |                             |           |                 |
| 26 août     | Londres            | Angleterre          | Stade de Wembley           |                             |           |                 |
| 27 août     | Londres            | Angleterre          | Stade de Wembley           |                             |           |                 |
| 30 août     | Londres            | Angleterre          | Stade de Wembley           |                             |           |                 |
| 31 août     | Londres            | Angleterre          | Stade de Wembley           |                             |           |                 |
| 3 septembre | Londres            | Angleterre          | Stade de Wembley           |                             |           |                 |
| 4 septembre | Londres            | Angleterre          | Stade de Wembley           |                             |           |                 |
| 7 septembre | Londres            | Angleterre          | Stade de Wembley           |                             |           |                 |
| 8 septembre | Londres            | Angleterre          | Stade de Wembley           |                             |           |                 |